# Ghost in the Shell 2: Innocence OST
Ghost in the Shell 2: Innocence OST è la colonna sonora del film d'animazione Ghost in the Shell 2 - Innocence. È stata composta da Kenji Kawai (già autore delle colonne sonora di diversi altri film d'animazione di successo, tra cui anche il primo film Ghost in the Shell) e prodotta da Victor Entertainment e Bandai.

## Lista delle tracce
1. DUNGEON
2. Kugutsuuta ura mite chiru
3. Type 2052 "Hadaly"
4. River of Crystals
5. ATTACK THE WAKABAYASHI
6. Etorofu
7. Kugutsuuta aratayo ni kamutsudo hite
8. THE DOLL HOUSE I
9. THE DOLL HOUSE II
10. Kugutsuuta kagirohi ha yomi ni mata muto
11. Tohokami emi tame
12. Follow me